# Valgejõgi
Valgejõgi – rzeka w Estonii o długości 85 km i powierzchni dorzecza 453 km². Przepływa przez Loksa i uchodzi do Zatoki Hara w Zatoce Fińskiej.